# Christian zu Rantzau (Statthalter)

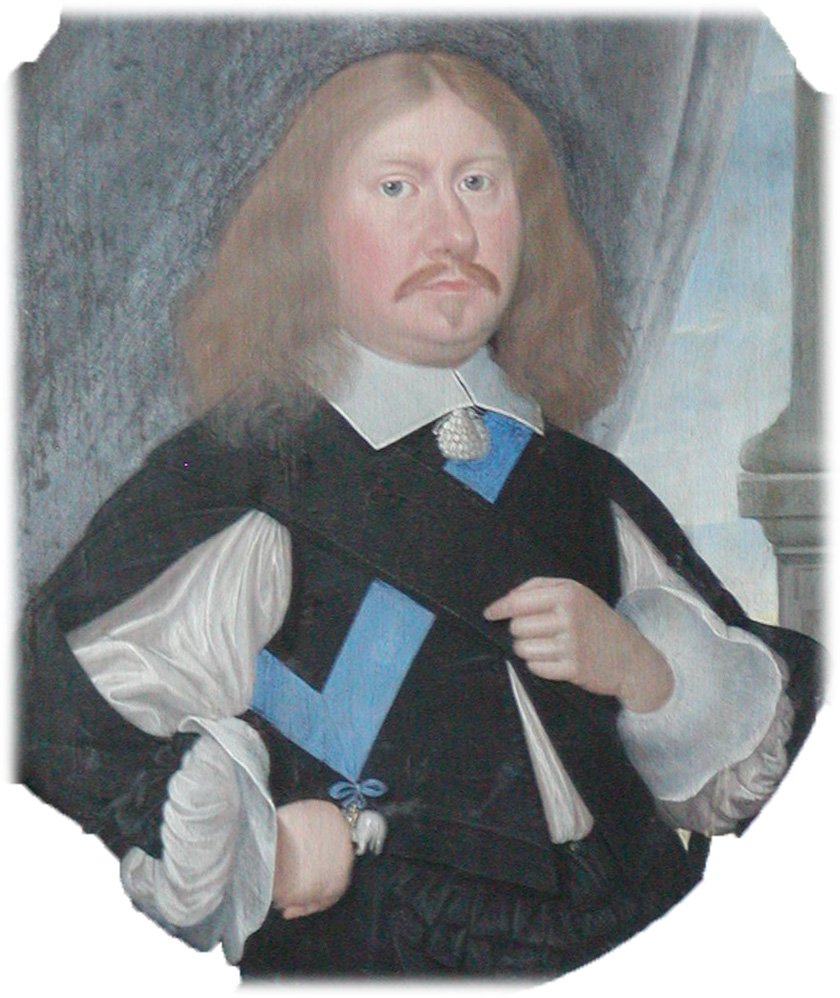
Christian Reichsgraf zu Rantzau (1614–1663)

Christian Rantzau, erster Reichsgraf zu Rantzau, Herr auf Breitenburg und vielen anderen Gütern, (* 2. Mai 1614 auf Schloss Hansburg, Hadersleben; † 8. November 1663 in Kopenhagen) war von 1648 bis 1661 Statthalter, dann bis zum Tode Oberstatthalter im königlich-dänischen Anteil von Schleswig-Holstein. Mit dem Wiener Grafen-Doppeldiplom (comitiv und palatinat) von 1650 erhob der Kaiser das 1649 von Christian erworbene Amt Barmstedt zur reichsunmittelbaren Grafschaft Rantzau und ebnete Christian den Weg zur Reichsstandschaft. Er wurde somit Stammvater des einzigen reichsgräflichen Zweiges der Familie Rantzau, der von 1653 bis 1726 bestand.

## Familie
Christian entstammte dem Adelsgeschlecht Rantzau. Er war der älteste Sohn des königlichen Statthalters Gerhard zu Rantzau und dessen zweiter Ehefrau Dorothea von Brockdorff. Sein Großvater war der Finanzier und politische Berater Heinrich Rantzau.
Am 31. Juli 1636 heiratete er Dorothea von Rantzau (1619–1662), eine Tochter von Detlev von Rantzau (1577–1639) und Dorothea von Ahlefeldt. Das Paar hatte nur zwei Kinder:
- Margarethe Dorothea (1642–1665) ⚭ 28. Dezember 1656 Graf Frederik von Ahlefeldt (1623–1686), Statthalter von Schleswig und Holstein und dänischer Kanzler
- Detlev (1644–1697), zweiter Reichsgraf zu Rantzau  ⚭ (1) 1664 Freiin Catharina Hedwig von Brockdorff (1645–1689)
  - Christian Detlev zu Rantzau (1670–1721, erschossen), 3. Reichsgraf,
  - Catharina zu Rantzau (1683–1743), ⚭ 1699 Graf Johann Friedrich zu Castell-Rüdenhausen
  - Wilhelm Adolf zu Rantzau (1688–1734), 4. und letzter Reichsgraf, 1726 vom dänischen Gericht wegen angeblicher Beteiligung an der Ermordung seines älteren Bruders verurteilt und festgesetzt. Er starb in Festungshaft im Akershus/Norwegen ohne Nachkommen.

## Leben
Nach dem Tod seines Vaters am 28. Januar 1627 besuchte Christian Rantzau gemeinsam mit Heinrich Müller, der seit 1624 mit ihm zusammen erzogen wurde, die Ritterakademie Sorø und studierte u. a. bei Johann Lauremberg. Während dieser Zeit wurde der Familienbesitz in Holstein von Wallensteins Truppen besetzt. Schloss Breitenburg bei Itzehoe wurde am 29. September 1627 gestürmt. Dabei wurde auch die weit über die Grenzen hinaus bekannte Bibliothek vernichtet. Im Lübecker Frieden im Mai 1629 wurden jedoch alle von kaiserlicher Seite eingeleiteten Konfiskationsprozesse niedergeschlagen.
1630 erkrankte Christian Rantzau an den Blattern, an denen seine Mutter einige Wochen später starb. An die obligate Kavalierstour war unter diesen Umständen nicht zu denken, aber eine dänische Delegation lud ihn ein, sie zum Regensburger Kurfürstentag zu begleiten. Von Regensburg aus führte ihn die Reise der Delegation weiter in die Niederlande und nach Frankreich. Dort trat er in die Académie d’Orléans ein und wurde 1632 zum Consiliarius Nationis Teutonicae gewählt. Nach seiner Rückkehr 1633 war er bis zum 21. Juni 1634 dänischer Hofjunker und bis 22. Mai 1636 dänischer Kammerjunker. In dieser Funktion begleitete er König Christian IV. nach Norwegen. Mit dessen Schwiegersohn Corfitz Ulfeldt war er befreundet.
Nach seiner Hochzeit zog er sich auf sein Schloss Breitenburg zurück. Ende 1636 unternahm Fürst Ludwig I. von Anhalt-Köthen seine norddeutsche Reise, um die Übertragung der Grafschaften Holstein-Pinneberg und Schaumburg auf sein Mündel Otto V. von Schaumburg zu ordnen. Bei dieser Gelegenheit nahm der Fürst Christian Rantzau in die Fruchtbringende Gesellschaft auf. Er verlieh ihm den Gesellschaftsnamen der Gezierte und das Motto in auserlesenen Farben. Als Emblem wurde ihm der indische Jasimin (Mirabilis jalupa L.) zugedacht. Im Köthener Gesellschaftsbuch findet sich Rantzaus Eintrag unter der Nr. 278. Dort ist auch das Reimgesetz vermerkt, welches er anlässlich seiner Aufnahme verfasst hat:
Daß Jndisch Jasimin in außerlesnen farben

Also gezieret ist, der' andre blumen darben,

Gelb, braun auch roth vnd weiß, sehr schön befind eß sich,

Drumb den Gezierten hat man wohl genennet mich.

Der rechte Zierrath ist die außerleßne Tugend,

Darin Zunehmen soll die hohe Zarte Jugends,

Daß sie Gottselig sey, betrachte tag vnd nacht

Deß Herrn gesetz vnd wort, vnd hab’ eß recht in acht.
In königlich-dänischen Diensten wurde Christian Rantzau 1639 Amtmann in Rendsburg und 1640 dort auch Landrat. In den Jahren 1643 und 1645 war er dänischer Generalkriegskommissar während des Torstenssonkrieges. Zu Hause wurde beim Einmarsch der Schweden unter Torstensson Schloss Breitenburg am 17. Dezember 1643 abermals genommen und geplündert.
Nach dem Tod von Christian IV. im Februar 1648 stieg Christian Rantzau unter Friedrich III. schnell auf. Am 26. November 1648 wurde er als Ritter in den Elephantenorden aufgenommen. Im selben Jahr wurde er Statthalter der königlich-dänischen Anteilen der Herzogtümer Schleswig und Holstein, ein Amt, das vor ihm sein Vater und Großvater innegehabt hatten. Es wird vermutet, dass er 1649/50 in den Sturz seines ehemaligen Freundes Corfitz Ulfeldt verwickelt war, denn mit dem Offizier Jørgen Walter, dessen Geliebte Dina Vinhofvers mehrere Gerüchte über Ulfeldt verbreitete, war er gut bekannt.
1651 wurde er an den dänischen Hof berufen (fraglich, ob er dem nachkam, da er sehr lange in Wien weilte). Der Höhepunkt seiner Karriere war die Ernennung zum Präsidenten des Staatskollegiums am 23. August 1661. Mit dieser Ernennung wurden ihm quasi die Befugnisse eines Premierministers übertragen. 1661 erhielt er zudem den Titel eines Oberstatthalters der Herzogtümer.
Seit dem 13. November 1651 war er auch Domherr im Lübecker Domkapitel als Inhaber der ihm von Herzog Friedrich III. von Schleswig-Holstein-Gottorf verliehenen holsteinischen Distinktpräbende. Diese hatte zuvor Christian von Pentz inne. Letztere war wie Corfitz Ulfeldt einer der Schwiegersöhne von Christian IV. gewesen.
Christian zu Rantzau starb am 8. November 1663 zu Kopenhagen. Seine letzte Ruhe fand er neben seiner 1662 verstorbenen Frau und deren Mutter in einem Gruftgewölbe der Stadtkirche St. Laurentii (Itzehoe).

## Der ungewöhnliche Weg zur Reichsgrafschaft
Durch das Kauf- und Permutationstraktat vom 28. Dezember 1649 erwarb Christian Rantzau von Herzog Friedrich III. von Schleswig-Holstein-Gottorf (1616–1659) zum Preis von 101.000 Speciesthalern und im Tausch gegen das Stammgut Rantzau und weiteren Grundbesitz (mit 100.000 Thalern bewertet) das dänische Amt Barmstedt und ließ sich dort Schloss Rantzau errichten. Kaiser Ferdinand III. bestätigte am 16. und 20. November 1650 diese Übertragung, erhob Christian aber nicht nur in den Grafenstand, sondern verlieh ihm auch die Pfalzgrafenwürde (das sog. Doppeldiplom in einem Band). Dessen neuen Besitz Barmstedt erhob er zur „unmittelbaren freigehörigen Grafschaft Rantzau“ als neuem reichsunmittelbarem Territorium. Gleichzeitig empfing Rantzau zu Wien für Friedrich III. von Dänemark dessen kaiserliche Belehnung mit Holstein.
Die kaiserliche Protektion und das Einverständnis der Reichsstände im Reichstag machten es möglich, Graf Christian zu Rantzau in Umkehrung des üblichen Procedere (zuerst Mitgliedschaft in einem der zehn Reichskreise, danach Bemühen um Mitgliedschaft in einem der vier Reichsgrafenkollegien), 1653 und 1654 an den Reichstag zu Regensburg zu entsenden, wo ihm Sitz und Stimme im Wetterauischen Reichsgrafenkollegium gewährt wurden, sodass aus ihm 1653 ein „Reichsgraf“ mit Sitz und Stimme im Reichstag wurde. Die fehlende Aufnahme in den Niedersächsischen Reichskreis erfolgte erst fast zehn Jahre später 1662.